# Finitude
La finitude qualifie, dans le langage courant, ce qui est fini, le caractère de toute chose qui possède une limite au moins sous un certain rapport ; pour l'être humain, dont l'existence est limitée par la mort, la finitude s'entend principalement, mais pas seulement, par rapport au temps : c'est donc un trait, voire une définition, de sa condition essentiellement mortelle. Mais la finitude concerne également les limitations de nos facultés, et, en particulier, de notre faculté de connaître (par les sens et par l'entendement). Le courant humaniste, notamment son plus illustre représentant Kant, qui met au premier plan de ses préoccupations le développement des qualités essentielles de l'être humain et sa capacité d'auto-détermination va avoir à résoudre l'aporie que lui impose la prise en compte de la finitude concrète des capacités humaines. Considérée sous le rapport de la fragilité de notre condition, éphémère et changeante, à notre opacité, la finitude s'oppose à l'immuable ainsi qu'à la transparence . Si l'on s'en réfère à Franz-Emmanuel Schürch, « il apparaît assez clairement que la caractérisation de la position humaine dans l’être en termes de finitude est celle qui a connu le plus de succès auprès des lecteurs heideggériens et aussi celle avec laquelle on a été le plus prompt à faire équivaloir l’essentiel de sa contribution philosophique ».
Il existe plusieurs notions opposées à celle de finitude, selon le point de vue considéré. Temporellement, par exemple, la finitude est le négatif de l'éternité, de ce qui existe positivement hors du temps (un être tel que Dieu par exemple). De même quant à notre capacité à comprendre ou à créer elle s'oppose à la puissance et à la connaissance infinie de Dieu. Dans la phénoménologie contemporaine notre finitude va devenir, dans un renversement total de perspective, une détermination positive de notre existence, ce qui en trace le contour, en nous distinguant  par exemple de ce qui est indéfini ou indéterminé. 
Par rapport aux autres choses et êtres finis, la conscience que nous avons de notre finitude et de notre condition précaire en est un aspect essentiel, tant par la perception de notre inéluctable dégradation physique que par la valeur que nous donnons à notre existence et à notre être, valeur que résume une notion comme celle de dignité de la personne humaine : « L'homme est grand en ce qu'il se connaît misérable », écrivait ainsi Blaise Pascal.

## Sommaire
Ce n'est que récemment avec le déploiement de la « phénoménologie », que la notion de « finitude », vieux concept théologique, a été  introduite en philosophie en tant que caractère fondamental de l'existence humaine. La philosophie contemporaine distingue la notion de « finitude »  du couple traditionnel « fini/Infini » d'origine métaphysique qui ont peu en commun, sinon l'illusion que le temps et l'opposition entre éternité et temporalité les rapproche. L'une décrit la situation de l'homme en tant qu'« être-au-monde », l'autre ne fait que mettre en opposition deux concepts  métaphysiques parfaitement clairs issus de la pensée grecque.  Comme il s'agit de l'être de l'homme, il ne saurait y avoir de définition de la notion de finitude car la « Finitude » se dit de multiples manières, la plupart d'entre elles apparaissent chez les philosophes qui ont traité de cette notion comme une transposition d'origine religieuse. Le Larousse l'aborde ainsi : « caractère de l'être humain, considéré comme ayant la mort en lui à chaque instant de sa vie. La finitude issue d'une problématique religieuse a ressurgi avec les philosophies existentielles de Martin Heidegger et de Jean-Paul Sartre notamment ».
La tradition des premiers pères (Grégoire de Nysse au IVe siècle) nous a transmis une première conception de la finitude encore insérée dans la vision grecque en tant que « privation de pouvoir », ou un état d'incapacité ainsi que l'exercice d'une puissance limitée par rapport à ce que pourrait être une puissance infinie. Autrement dit dans la première pensée chrétienne, la « Finitude » concerne dans la pensée des Pères grecs, ce qui « dans la création est marqué par l’imperfection radicale de ne pas être Dieu ». Plus tard, au sein même de la théologie, l'insistance de Martin Luther, sur la corruption assimilée au péché et au néant, va entraîner un changement de perspective sur cette idée de finitude et en faire un élément déterminant de toute l'analyse existentielle de l'homme. Avec Heidegger la « Finitude » va devenir le pendant religieux du concept existentiel de la « déchéance », Verfallen, et occuper une place exorbitante.
Dans une première période, avec les caractéristiques de l'entente, de l'angoisse, de la déchéance, de l'« être-vers-la-mort », développés dans Être et Temps , il semble que, selon  Franz-Emmanuel Schürch  Heidegger, imprégné des idées de Luther, conserve les traits traditionnels de la finitude comme révélation d'impuissance et de limitation en application du principe « la création est marquée par l’imperfection radicale de ne pas être Dieu ». Dans un deuxième temps l'imperfection et l'impuissance ne seront plus de mise alors que du fait même de cette finitude « l’homme va être dit plus grand qu’aucun dieu pourrait jamais l’être ».

## Le concept hérité de  Finitude
Christian Sommer, note qu'Être et Temps, l'œuvre majeure de Martin Heidegger, est imprégnée de motifs néotestamentaires ; ainsi dans toute l'analytique du Dasein, le thème de la « Finitude », d'origine paulinienne, tourne autour du même constat de la « Nihilité » du vivant humain qui s'expose à travers des thèmes fondamentaux, comme ceux d'« Être-en-faute », d'« Être-vers-la-mort » ou d'« Être-jeté » dans lequel l'homme contraint, premier trait de la finitude, ne peut se libérer de ce qu'il a été. « Ce qu'il a été », nous dit Heidegger, l'homme ou  Dasein  l'« a positivement en charge […] L'existence est donc, ce qui, en quelque sorte, signe la finitude de l'homme ». On constate que la notion de « Finitude » reprend plus ou moins, jusqu'à y compris Être et Temps, l'idée traditionnelle d'impuissance ou d'imperfection déclinée selon les thèmes suivants :

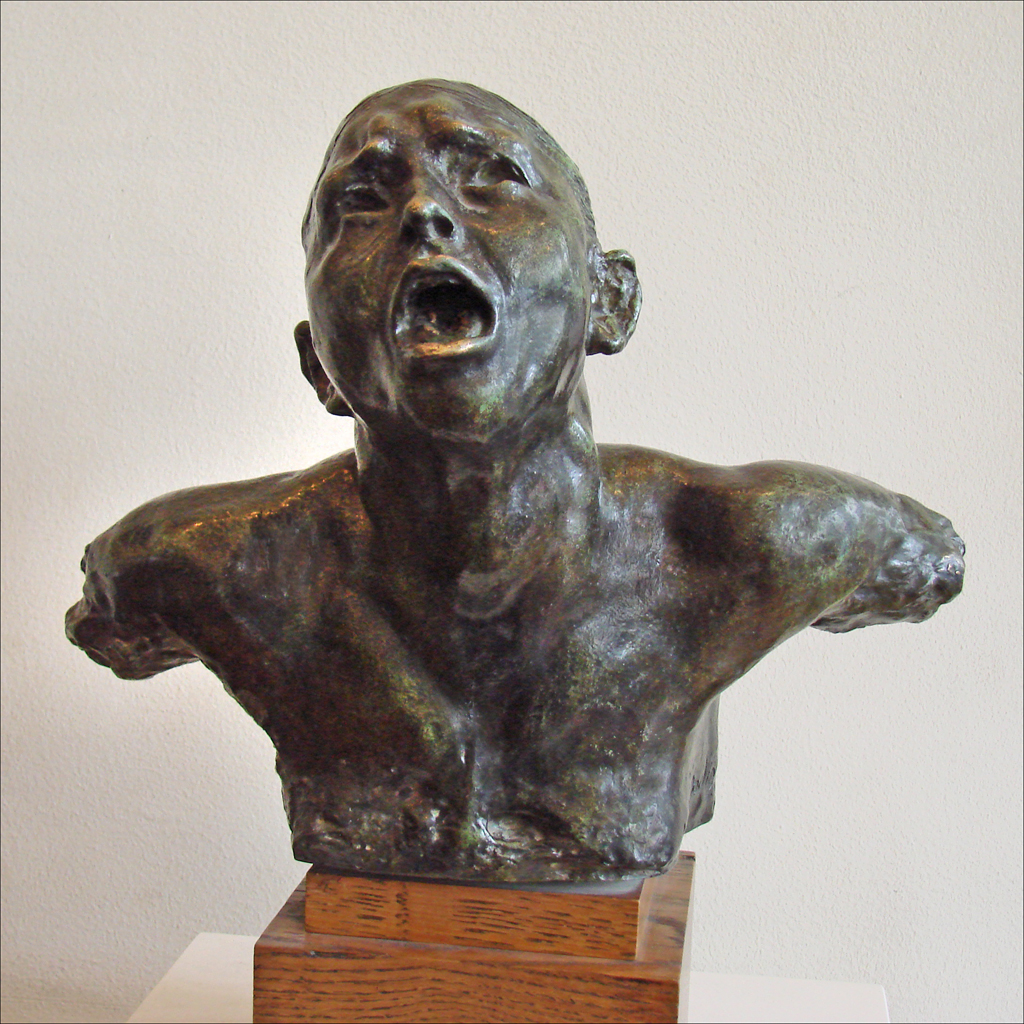
Le Cri, d'Auguste Rodin (musée Rodin).

### L'entente ou la compréhension
L'« entente » ou compréhension, appartenant en propre au Dasein, lui ouvre son être-au-monde (en quoi il est « être-au-monde »), selon la définition même du concept d'« entente » , c'est-à-dire à la fois le monde et le possible. Elle lui dévoile, de même, à tout moment, dans un esprit augustinien, « où il en est avec lui-même », son insécurité fondamentale et le danger qu'encourt, sous la pression du « On » et du conformisme « son pouvoir être soi-même ». Hans-Georg Gadamer note que si le jeune Heidegger est sensible à cet « éclairement », à ce qu'il appelle à plusieurs reprises sa Durchsichtigmachen , sa médiocrité, il prendra ultérieurement conscience « de ce qu'une opacité irréductible naturelle constitue l'essence propre de l'histoire et du destin humains ». Cette prise de conscience sera à l'origine d'une radicalisation de la position du penseur.
Il y a donc la mise en évidence de ce rapport de l'homme à l'être, en vertu de quoi l'homme a une entente de l'être mais aussi en retour selon Dominique Saatdjian, qui souligne la relation inverse, un rapport de l'être à l'homme en tant que « l'être aurait besoin de l'homme ». D'où cette idée étonnante d'une double finitude et notamment de la finitude de l'être qui fera scandale dans la théologie chrétienne. Emilo Brito souligne « Être « il n'y a », qu'avec la révélation Erschlossenheit  spécifique qui caractérise la compréhension de l'être. Dans cette optique, l'être est toujours référé au  Dasein  et ne peut être pensé sans rapport à lui » en quoi il est lui-même fini.

### L'angoisse
L'« angoisse » « qui revêt dans l'analyse existentiale un sens tout à fait neuf » révèle l'insignifiance du monde et la futilité de tous les projets de la préoccupation quotidienne. Par contrecoup, cette impossibilité amène au jour, la possibilité d'un pouvoir-être propre,  Eigentlichen Seinkönnens, dégagé des préoccupations mondaines. Emmanuel Levinas note qu’« en faisant disparaître les choses intra-mondaines, l'angoisse interdit la compréhension de soi-même à partir des possibilités ayant trait à elles et elle amène ainsi le Dasein à se comprendre à partir de lui-même, le ramène à soi-même ». Guillaume Fagniez souligne que « ce qui fait de l'angoisse une tonalité unique, c'est qu'elle offre un aperçu saisissant direct et complet, sur l'existence, découvrant du même coup son être comme « Souci ». »

### La déchéance ou dévalement
Le « dévalement », Die Verfallenheit, correspond à la vie « facticielle » qui se dissout et s'aliène dans la multiplicité et l'affairement, mouvement auquel tente de s'opposer un contre mouvement de retenue et de retour à l'unité. Le Dasein responsable de lui-même souffre d'un « verrouillage » du chemin d’accès à soi-même que lui impose l'opinion moyenne en l'enfermant  dans des « évidences » qui se présentent comme un abri construit de fausses théories et d'illusoires sécurités.

### La mort
Le « On », l'opinion commune, cherche à surmonter la mort en faisant miroiter le réconfort d'un « au-delà » ou bien en disant que la mort n'est pas encore là. C'est l'angoisse qui nous délivre de cette pression, qui nous fait passer d'emblée d'un mode d'être déchu à l'autre, au mode authentique. Une telle angoisse nous projette face au néant devant lequel le plus intime de nous-même (l'essence de notre être) se trouve définitivement annihilée. Le Dasein promis au Néant, existe de façon finie. À travers la « conscience authentique de la mort, la « voix de la conscience » va être l'instrument qui va se charger de ramener l'existant perdu dans le « On » à son être même en l'invitant à s'assumer dans sa finitude radicale d'être sans fondement et sans lieu, c'est-à-dire dans sa vérité. Avec « le mourir », le Dasein authentique comprend qu'à chaque instant, la vie a un sens et que la seule certitude qui lui reste c'est que ce sens ne sera jamais parachevé. Le sens de l'existence n'est alors plus à penser comme un accomplissement.
La finitude du Dasein s'affirme, sans le dire expressément, de bien d'autres manières comme chez Eugen Fink qui note dans sa Sixième Méditation cartésienne et  Maurice Corvez.

## Finitude et humanisme

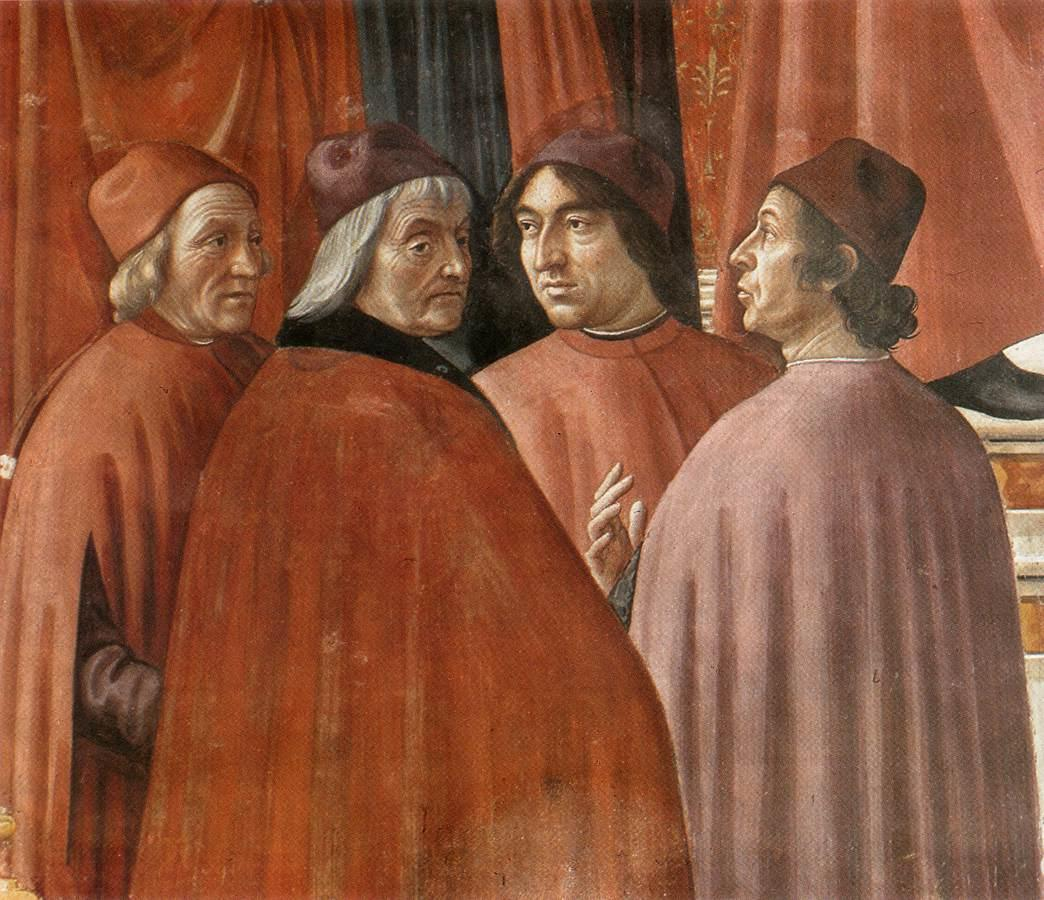
Quatre philosophes humanistes pensionnés par les Médicis : Marsile Ficin, Cristoforo Landino, Ange Politien et Démétrios Chalcondyle (fresque de Domenico Ghirlandaio).

À travers le rapprochement de ces deux notions, il s'agit de savoir si la « finitude » constitue un simple point de départ à l'existence humaine promis à un dépassement ou si elle constitue une dimension essentielle  et par là indépassable de l'humanité de l'homme ? 

### La Finitude dans l'humanisme traditionnel
Le projet humaniste dans son sens le plus originaire vise à accomplir la perfection humaine. Il s'agit, selon une définition de Heidegger, de faire « que l'homme devienne ce qu'il peut être en son être-libre pour ses possibilités les plus propres », propos tenus dans Être et Temps et rapporté par Thierry Gontier. Heidegger reproche à l'humanisme de rester « métaphysique » en ce qu'il situe l'homme à l'intérieur de l'étant comme un étant parmi d'autres.
L'humanisme historique se fonde sur une définition de l'homme comme zoôn logon ékhôn, transposée en « animal raisonnable » ; définition qui selon  Heidegger  ne permet en aucune façon d'éclairer l'essence de l'homme. C'est pourtant cette vision de l'homme en tant qu'«animal raisonnable » qui  domine, depuis la métaphysique grecque en passant par les humanistes de la Renaissance jusqu'à Montaigne et Descartes.

### Finitude et dépossession de soi

#### La cohérence
L'accomplissement de la perfection demande que l'homme soit relevé de sa dispersion dans la multiplicité ce que l'on recherche traditionnellement par la mise en évidence après coup de l'enchaînement des vécus par l' « invention d'une unité englobante ».

#### La perte dans leOn
Chez Heidegger, l'extraction de l'homme, de l'emprise du « On » ( de l'opinion générale, du ce qu'il faut penser) et retrouver ce qui lui appartient en propre, va demander, pour briser cette emprise, l'appel à quelque chose qui pourra jouer le rôle que joue le divin par exemple chez Luther (voir Heidegger et Luther), quelque chose d'extrême, de quasiment eschatologique pour l'être humain, sur lequel l'homme n'a aucune prise, et qui ne peut être pour lui que « la mort et son devancement », autrement dit l'expression la plus absolue de la finitude dans l'existence humaine.

#### L'arraisonnement technique
L'homme de la technique voulait surmonter toute limitation. L'exploitation effrénée de la terre conduit au contraire à sa dévastation. L'homme voulait la liberté sans entraves, il est devenu l'esclave de la « Machenschaft » ou dans une traduction française impossible de la « Machination » constate Henri Mongis.

### La figure de la mort

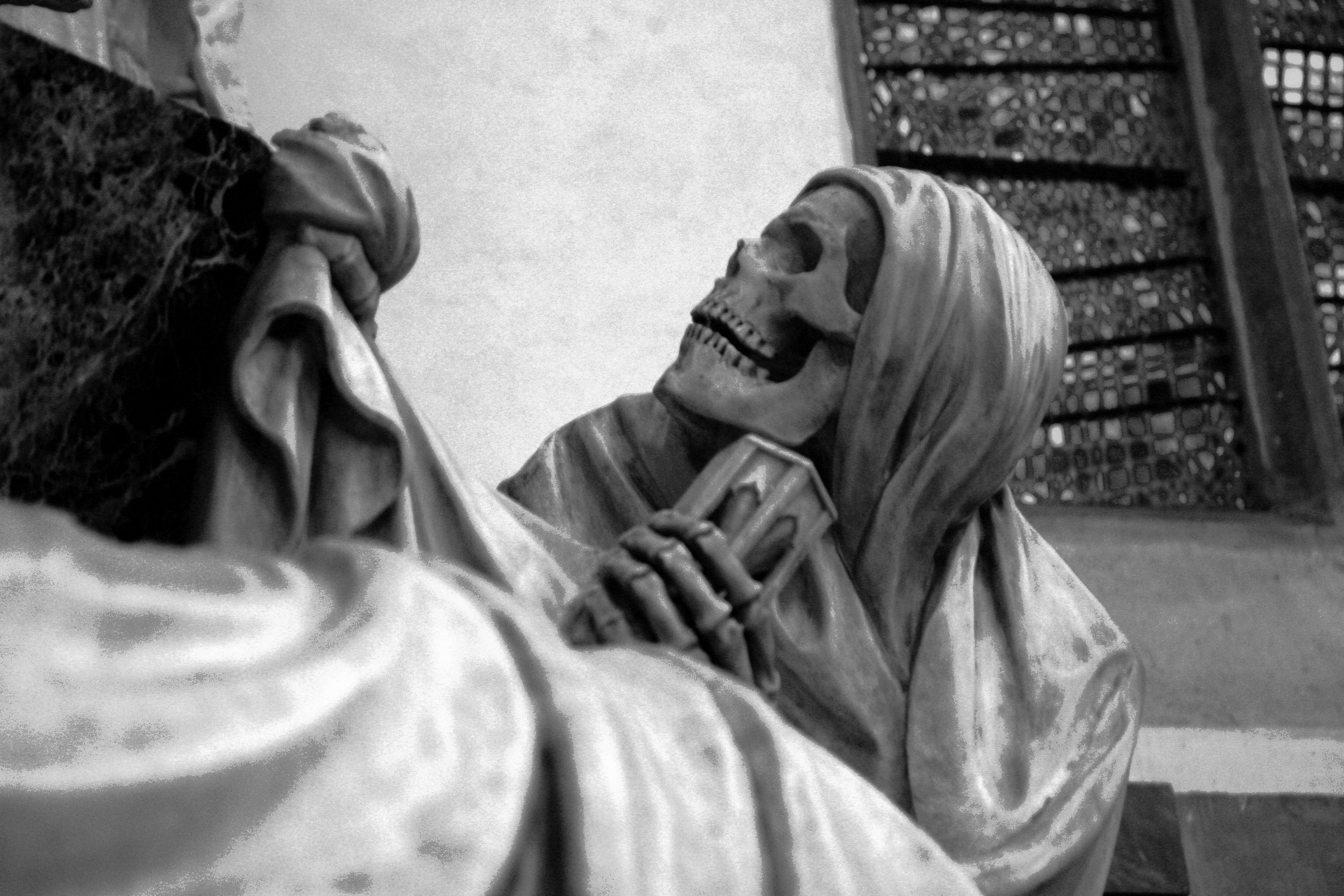
La Faucheuse, une allégorie de la mort, inéluctable et imprévisible, en vogue dans l'Occident chrétien depuis l'époque médiévale au moins.

Selon Thierry Gontier, une différence importante entre Heidegger et l'humanisme de la Renaissance réside dans le « sérieux » accordé à la mort. Signe indépassable du caractère fini de la vie humaine, la mort porte aussi structurellement la possibilité dynamique d'un dépassement. « Est-ce de la mort qu'il s'agit dans l'Être-vers-la-mort » de Heidegger s'interroge Michel Haar alors que la dimension finie prend si peu d'importance, qu'après Être et Temps et le « Tournant » de sa philosophie, la mort perd son statut central comme le souligne Thierry Gontier. Pour Heidegger, qui conçoit l'infini à la manière de l'Apeiron grec comme l'illimité, l'indéfini, et l'indéterminé, l'important consiste à passer d'un infini inauthentique (celui de la légèreté et de la dérobade) à un infini authentique (celui de la possibilité pure), plutôt qu'une prise de conscience de la mort humaine dans son caractère fini et concret.
S'agissant de la mort, il n'y aurait eu que  Montaigne pour prendre véritablement en charge son caractère indépassable, « pour l'homme apprendre à mourir signifie apprendre à vivre dans la dimension finie elle-même ».

### La Finitude chez Kant
S'agissant de la liberté, Heidegger montre que pour Kant il n'y a de liberté que dans la soumission à l'impératif catégorique qui par définition vient d'ailleurs. Il s'agit donc d'une liberté finie, dépendante, qui encadre  et contraint, l'espoir humaniste d'une autonomie de la raison maîtresse d'elle-même. 
Kant fait d'autre part de la finitude l'horizon indépassable de la connaissance mais aussi de la dimension humaine dans son intégralité. Dans la Critique de la raison pure, il cherche à montrer que  « la possibilité du savoir est fondée dans les structures mêmes de la raison ». La question de la finitude, inscrite au cœur du projet kantien, se manifeste dans l'incapacité pour l'homme de connaître en dehors d'une « intuition sensible » .

## Le caractère positif de la finitude chez Heidegger
Heidegger cherche d'abord à penser la finitude en elle-même, en dehors de toute référence religieuse c'est-à-dire sans recourir à l'identification du fini et du créé note Martina Roesner. 
Franz-Emmanuel Schürch, qui croit repérer dans le dernier Heidegger comme un renversement complet de la perspective traditionnelle, écrit « que la finitude donne justement à l’homme sa puissance, comment c’est elle qui le rend capable, comment en un sens c’est elle qui ouvre des possibilités plutôt qu’elle n’en ferme ». 

### Désaccord avec Kant
La vision kantienne de la finitude signifie en fait  une double impuissance : une impuissance à connaître ultimement ce que Kant appelle « la chose en soi » parce que les objets doivent lui être donnés de l’extérieur, du fait que les
humains restent bornés pour connaître, à la réceptivité d’une intuition sensible, ce qui implique à fortiori qu'une telle intuition contrairement à ce que pourrait être une intuition divine est dans l'incapacité de  créer du même coup l’être ou l’existence de ses objets. 
Heidegger ne connaît pas cette première incapacité de la puissance du connaître. « Dans Être et temps, il soutient même expressément que le  Dasein découvre l’étant tel qu’il est en soi : « l’être-à-portée-de-la-main est la détermination ontologico-catégoriale de l’étant tel qu’il est « en soi » » cité par Schurch. Le penseur montre comment l’humanité transcende cette incapacité dans la configuration de monde (voir origine de l'œuvre d'art) qui rend possible la manifestation de l’étant en totalité et la compréhension de l’étant en tant qu’étant.
Dans le   Kantbuch , il opère même un renversement saisissant, « il n’y a d’être et il ne peut y en avoir que là où la finitude s’est faite existence » . La finitude conclut Schurch est ainsi « non pas ce qui empêche la connaissance, mais ce qui la rend possible ».
Que l’humanité ou le  Dasein soit nécessaire, non seulement pour qu’ait lieu la connaissance de l’étant ou la compréhension de l’être, mais aussi pour que l’être ait lieu tout simplement, pour qu’il y ait être  Es gibt Sein , il ne s'ensuit pas pour autant que l'homme doive être compris comme le créateur (au sens de production) des étants en lieu et place de Dieu.

### Finitude et conception du Néant

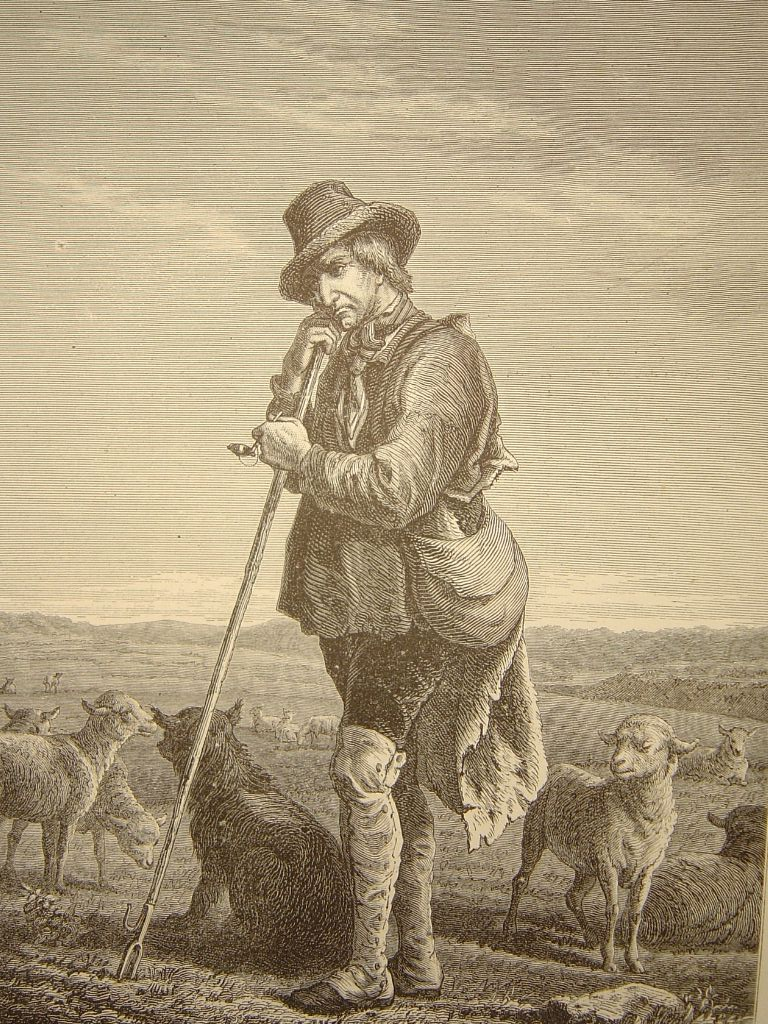
Le berger, gravure de Victor Dedoncker

La question que se pose maintenant Franz-Emmanuel Schurch c'est : si l'humanité est nécessaire pour la compréhension et même la création en un sens essentiel, pourquoi conserver ce terme de finitude devant la grandeur proclamée de l'humain, terme qui implique quoi qu'on fasse une idée d'imperfection, pourquoi ce terme doit-il être conservé ?

#### Le sens du Néant
Il est incontestable que Heidegger entend la finitude en connexion avec une fermeture, une nullité, une négation, un « Non ». Ainsi le  Dasein, ne peut constitutivement devenir maître de son existence. Comme être-jeté, écrit Maurice Corvez « il est toujours engagé dans des possibilités circonscrites qui le lient à son passé [...], en ce sens il est en son être une négativité ».
Mais quel est ce « Non » et est-il différent s'interroge Franz-Emmanuel  Schurch, de celui qu’implique la conception traditionnelle de la finitude par impuissance ? Dans Être et Temps, l'angoisse est la disposition fondamentale qui nous place face au « néant », il y est dit selon Franz-Emmanuel Schurh  que « l’être de l’étant n’est compréhensible − et en cela réside la finitude même de la transcendance − que si le Dasein  par sa nature même, se tient dans le néant ». Le néant est ce qui rend possible la manifestation de l’étant en tant que tel pour le Dasein  de l’homme.

#### La Finitude de l'Être
Le Dasein  se fait dans les Apports à la philosophie : De l'avenance, « gardien de la vérité de l'être » der Wätcher der Wahrheit ,,, et « sentinelle du néant ». À l'inverse, il faut noter, qu'au § 133 de cet ouvrage, Heidegger avance aussi textuellement une thèse, pour le moins étonnante pour la philosophie traditionnelle, à savoir :  Das Seyn braucht der Menschen, l'Être (l’Ereignis) a besoin de l'être humain, (Être-le-là, le Dasein), afin d'y déployer son être (dans le là du Dasein) et pour y être accueilli et y trouver séjour comme le rapporte Gérard Guest, réciprocité qui implique que l'être lui-même est concerné par la finitude. C'est l'historicité du Dasein qui  implique la finitude de l'être — qui ne se révèle que comme vérité historiale,  geschichtiich . Jusqu'ici la finitude de l'Être est encore pensée en liaison avec la finitude du Dasein. Ce ne sera plus le cas avec les développements sur l' Ereignis (voir Beiträge zur Philosophie (Vom Ereignis)).
Comme le signale Françoise Dastur, « la finitude de l' Ereignis, provient de la limite interne au destin lui-même qui pour destiner doit demeurer dans l'abri abyssal qui lui est propre. La finitude de l' Ereignis est pensée à partir du concept de « propriété » ».
Franz-Emmanuel Schurch remarque que le « « néant » » dont il est question, n'est pas une limite comparable à celle qui plafonnait notre puissance de connaître dans l'univers kantien, il ne s'agit pas d'un accès barré mais au contraire d'une révélation du Néant « qui à son tour rend possible l'accès à l'étant dans sa totalité ». Loin d'être une limite ou une borne, le « « néant » » est au contraire l’expression très claire de ce qui ouvre un accès. Pour autant on ne peut pas conclure comme le remarque Franz-Emmanuel Schürch, que comme semble l'avoir soutenus Jacques Taminiaux et Jean-Luc Marion dans l'esprit De Heidegger l’être est ce néant même et établir une équivalence entre les deux notions.
Le Néant n'est plus pensé en opposition à l'Être mais simplement en opposition à l'étant, Être et Néant s'entre-appartiennent, on pourrait ainsi dire que l'Être a besoin du Néant pour faire ressortir par contraste l'étant comme le jour a besoin de la nuit. Heidegger nous invite à penser l'unité de ce contraste.